# Saint-Orens-Pouy-Petit
Saint-Orens-Pouy-Petit – miejscowość i gmina we Francji, w regionie Oksytania, w departamencie Gers.
Według danych na rok 1990 gminę zamieszkiwało 190 osób, a gęstość zaludnienia wynosiła 17 osób/km² (wśród 3020 gmin regionu Midi-Pireneje Saint-Orens-Pouy-Petit plasuje się na 873. miejscu pod względem liczby ludności, natomiast pod względem powierzchni na miejscu 1003.).